# Glenn Fabry
Pour les articles homonymes, voir Fabry.
Compléments
Preacher
Sláine
Glenn Fabry est un dessinateur de comics britannique, principalement connu pour ses dessins réalistes.

## Biographie
Glenn Fabry naît le 24 mars 1961. Sa carrière commence en 1985 sur Sláine avec le scénariste Pat Mills chez 2000 AD. Il a aussi travaillé avec Pat Mills sur Scatha en 1987. S'ensuivirent des travaux pour Crisis, Revolver et Deadline. En 1991, il reprend les couvertures de Hellblazer alors écrit par Garth Ennis.
Il a continué son travail avec Ennis en dessinant les couvertures de la série Preacher chez Vertigo ainsi que sur les parutions de Ennis dans The Authority et Thor. En 2003, il dessine une des histoires de l'anthologie de Sandman de Neil Gaiman, Nuits éternelles. En 2005, il participe à l'adaptation en comics de la série télé/roman de Gaiman, Neverwhere avec Mike Carey.
Récemment, il dessina la série  Greatest Hits, écrite par David Tischman

## Publications

### Comics
- Sláine (avec Pat Mills):
  - Time Killer (dans 2000 AD #411-412, 419-421, 427-428, 431, 1985)
  - Tomb of Terror (dans 2000 AD #447-448, 458-460, 1985-1986)
  - The Devil's Banquet (dans 1986 2000 AD Sci-Fi Special)
  - Slaine the King (dans 2000 AD #500-508 & 517-519, 1986-1987)
  - The Killing Field (avec Angela Kincaid, in 2000 AD #582, 1988)
  - Slaine the King (dans 2000 AD #589-591, 1988)
  - Slaine the High King (dans 1992 2000 AD Yearbook, 1991)
  - Demon Killer (dans 2000 AD #852-859, 1993)
- Tharg's Future Shocks: Plastic Surgeon (avec Chris Smith, dans 2000 AD #576, 1988)
- Judge Dredd:
  - The Sage (avec John Wagner/Alan Grant, dans 2000 AD #577, 1988)
  - The Power of the Gods (avec Alan Grant, dans 2000 AD #600, 1988)
  - Talkback (avec Garth Ennis, dans 2000 AD #740, 1991)
- Bricktop (dessin et scénario, coécrit avec Chris Smith, dans la première série de A1 #1-6a, 1989-1992)
- A Day in the Life (avec Igor Goldkind, dans Crisis #39, 1990)
- Loveboy loves Lovegirl (avec Brett Ewins, dans Deadline, 1990)
- Waltz (dans Ian Salmon, dans Revolver #3, 1990)
- Prisoner of Justice (avec Alan Mitchell, dans Crisis #52, 1990)
- The One I Love (avec Garth Ennis, dans Revolver Romance Special, 1991)
- Along for the Ride (avec Igor Goldkind, dans la 2° série de A1 #1, 1992)
- Batman/Judge Dredd: Die Laughing #1 (pages 1–46, avec John Wagner/Alan Grant, DC Comics/Fleetway, 1998)
- Global Frequency #2: "Big Wheel" (avec Warren Ellis et Liam Sharp, Wildstorm, 2001)
- Daredevil/Bullseye: The Target (avec Kevin Smith, Marvel Comics, 2002)
- The Authority: Kev (avec Garth Ennis, Wildstorm, , 2005):
  - Kev (one-shot, 2002)
  - More Kev (mini série en 4 volumes, 2004)
- Destruction - Sur la péninsule (Destruction: On The Peninsula) (avec Neil Gaiman, dans Nuits éternelles, 2003)
- Thor: Vikings (avec Garth Ennis, Marvel Comics,  2003-2004)
- Neverwhere (avec Mike Carey, DC/Vertigo, 2005)
- Midnighters #6 (avec Garth Ennis, Wildstorm, 2007)
- Greatest Hits (avec David Tischman, série en 6 volumes, Vertigo, Novembre 2008 – Avril 2009)

#### Couvertures
- Preacher
- The Dead: Kingdom of Flies (avec Alan Grant et Simon Bisley, Berserker Comics, 2008-2009)

### Autres travaux
- Magic : l'assemblée dans l'extension Ravnica : la cité des guildes.
- La couverture du jeu de rôle SLA Industries édité par Hogshead Publishing.
- La pochette du LP Lost For Words de Mach One, un groupe de rock neo-progressif anglais (1984)
- La pochette du CD An Ancient Lie de Mach One (2002)
- La pochette de l'album cassette Six of One de Mach One (1983)
- La pochette de l'album cassette Half a Dozen of the Other de Janysium, un groupe de rock neo-progressif anglais  (1983)
- Les dessins du film Brighton Wok: The Legend of Ganja Boxing (2008)

## Récompenses
- 1995 : Prix Eisner du meilleur artiste de couverture pour son travail sur Hellblazer.
- 1998 :  Prix Haxtur de la meilleure couverture pour Hellblazer, dans Vertigo n°49
- 2000 :  Prix Haxtur de la meilleure couverture pour Preacher n°2 : And Hell Followed with Him